# Đạo luật về người làm công 1351
Đạo luật về người làm công là luật được thông qua bởi Quốc hội Anh dưới thời vua Edward III vào năm 1351 nhằm đối phó lại sự thiếu hụt lao động. Nó được giới thiệu bởi John Hale.
Nạn Cái chết đen hay Nạn dịch hạch giết chết hơn một phần ba dân số Châu Âu (hầu hết là nông dân) đã gây ra sự suy giảm nghiêm trọng trong nguồn cung lao động. Các chủ đất đột nhiên phải đối mặt với sự tăng vọt trong cạnh tranh giành người lao động. Những người làm công đã có quyền mặc cả cao hơn và đòi hỏi những mức lương cao hơn. Chi phí cho lao động tăng cao đã dẫn tới lạm phát trong cả nền kinh tế. Tầng lớp tinh hoa than vãn về sự chuyển dịch đột ngột trong quyền lực kinh tế. Trong nỗ lực kiểm soát chi phí lao động và các mức giá, Edward đã ban hành Sắc lệnh về người làm công vào năm 1394. Quốc hội đã nỗ lực để củng cố cho Sắc lệnh với Đạo luật về người làm công.
Đạo luật đặt ra mức lương tối đa cho người làm công tương xứng với mức lương được trả trước Cái chết đen. Những thay đổi này, tuy nhiên, đã thất bại trong việc tính đến những điều kiện kinh tế thay đổi trong suốt thời kỳ bệnh dịch, và hơn nữa, thời kỳ mà các mức lương được sử dụng lại là thời kỳ suy thoái kinh tế ở Anh do kết quả của Chiến tranh Trăm năm. Do đó, lương trong suốt thời kỳ bệnh dịch được đặt ra thậm chí còn thấp hơn để phù hợp với mức trong thời kỳ suy thoái. Đạo luật cũng quy định rằng những người đàn ông và đàn bà khỏe mạnh phải làm việc, và áp đặt mức phạt nghiêm khắc đối với những người còn nhàn rỗi. Trong thực tế, đạo luật được thực thi một cách yếu kém và thất bại, nhưng nó đã đặt ra tiền lệ phân biệt giữa những người làm công đủ sức khỏe làm việc và những người không thể làm việc do một lý do bất kỳ. Sự phân biệt này lại nổi lên trong những bộ luật sau này liên quan đến đói nghèo.
Sắc lệnh về người làm công và Đạo luật về người làm công đương nhiên là không được ưa chuộng bởi những người nông dân muốn những mức lương cao hơn và những tiêu chuẩn sống tốt hơn, và là nhân tố đóng góp cho những cuộc nổi dậy của nông dân sau này, đáng lưu ý nhất là cuộc nổi dậy của nông dân Anh năm 1381. Những quá trình tương tự cũng diễn ra trên khắp châu Âu - mức trần lương theo sau sự thiếu hụt lao động sau nạn Cái chết đen dẫn đến cuộc Khởi nghĩa nhân dân tại châu Âu nửa sau thời Trung Cổ.